# Зеленский, Евгений Иосифович
Евге́ний Ио́сифович (О́сипович) Зеле́нский (10 марта 1877, Кобеляки — 11 февраля 1950, Москва) — русский и советский архитектор.

## Биография
Родился в городе Кобеляки Полтавской губернии. Отец — мещанин Иосиф Егорович Зеленский. Учился в Строгановском училище. В 1908 году окончил Московское училище живописи, ваяния и зодчества (МУЖВЗ) со званием неклассного художника архитекторы. В строительные сезоны 1898, 1900, 1903—1905 годов работал помощником участковых архитекторов. Скончался 11 февраля 1950 года в Москве. Похоронен на Введенском кладбище.
Первый брак с крестьянкой Ефросиньей Францевной заключен в 1901 г., расторгнут в 1916 г. Вторая жена Маргарита Оттовна, католичка. Сын Владимир (10.09.1917, Москва).
Жил в Москве по адресу: Мамоновский переулок, 5, кв. 6
Умер 11 февраля 1950 года.

## Проекты и постройки

### в Москве
- Доходный дом (1912, Староконюшенный переулок, 28), перестроен в 1971 году; ценный градоформирующий объект[5];
- Особняк (1913, Садовническая улица, ?);
- Городская усадьба Н. И. Позднякова — С. В. Волковой — В. Н. Грибова, (2-я пол. XIX в. — нач. XX в., Большая Никитская улица, 51, строение 1), объект культурного наследия регионального значения[5].

### в Подмосковье
- Здание келий и часовни в монастыре Зосимова пустынь (1904—1909);
- Особняк директора Ярцевской мануфактуры (1909—1910);
- Школа по проекту художника С. И. Вашкова (1910, Пушкино, пос. Клязьма).